# Cadlina limbaughorum
Cadlina limbaughorum is een slakkensoort uit de familie van de Cadlinidae. De wetenschappelijke naam van de soort werd voor het eerst geldig gepubliceerd in 1962 door Lance.